# Agatowo (Bułgaria)
Agatowo (bułg. Агатово) – wieś w środkowej Bułgarii, w obwodzie Gabrowo, w gminie Sewliewo. Według danych Narodowego Instytutu Statystycznego, 31 grudnia 2011 roku wieś liczyła 306 mieszkańców.